# Gut Erlabronn

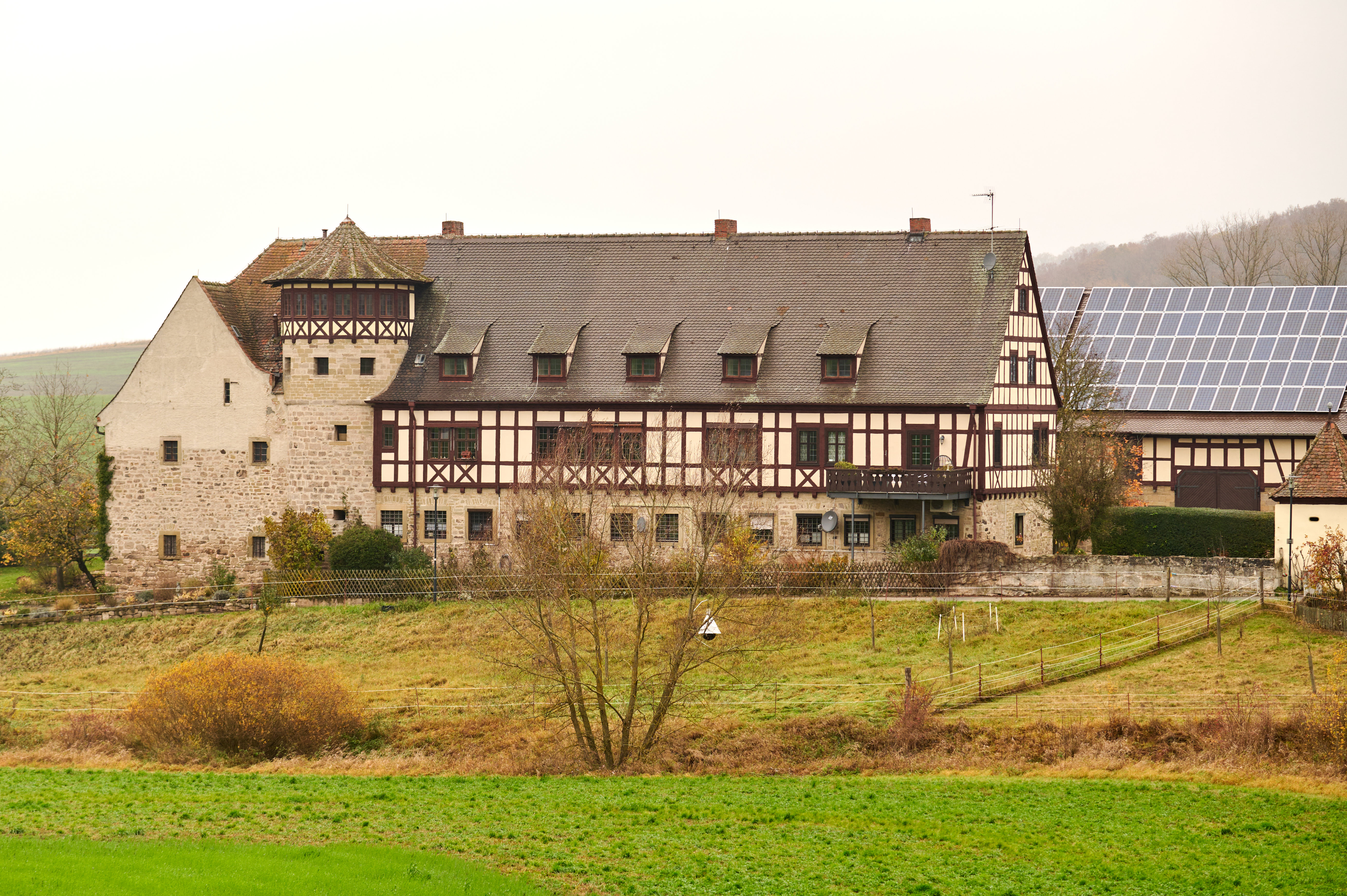
Gut Erlabronn in Erlabronn 37

Gut Erlabronn ist ein ehemaliges Schloss in Erlabronn, einem Gemeindeteil der Stadt Scheinfeld im Landkreis Neustadt an der Aisch-Bad Windsheim (Mittelfranken, Bayern). Es wurde in den 1930er Jahren zum Gutshof in Formen des Heimatstils um- und ausgebaut.

## Geschichte
Der Ort wurde im 11. Jahrhundert im Villikationsurbar des Benediktinerinnenklosters Kitzingen als „Erlinbrunnan“ erstmals erwähnt. Der Ortsname bedeutet ‚Zur Quelle bei Erlen‘. Bis zum Dreißigjährigen Krieg waren die Ritter von Wenkheim Lehensherren in Erlabronn. Christoph Sebastian von Jaxtheim zu Mauren kaufte 1626 den Besitz von Bischof Julius Echter von Mespelbrunn. Der würzburgische Geheime Rat Joseph Cornelius Freiherrn von Habermann erwarb den Sitz 1773 für 24.000 Gulden. Das Schloss war bis 1935 im Besitz der Familie Habermann. Die nachfolgende Familie Greß veranlasste 1936/37 einen durchgreifenden Umbau der Anlage zum Gutshof durch Architekt Hecker aus Hechingen.

## Beschreibung
Das Baudenkmal ist Teil der Liste der Baudenkmäler in Scheinfeld (Akten-Nr. D-5-75-161-99). Die Beschreibung lautet:
- Gut Erlabronn: Vierflüglige offene Anlage, ein- bis zweigeschossige Satteldachbauten mit Sandsteinquadermauerwerk und Fachwerkobergeschoss aus Gitterfachwerk mit Andreaskreuzen, am Südflügel breiter Rundturm, Speicherbau im Kern 17. Jahrhundert, zum Gutshof in Formen des Heimatstils um- und ausgebaut nach Plänen von Hecker 1935–37
- Eckturm: Quadratischer Turmstumpf, 17. Jahrhundert, mit Zeltdach und profiliertem hölzernem Traufgesims, 18. Jahrhundert
- Hofmauer: Aus Sandsteinquadern im Südosten erhalten, wohl 1935–37